# Tonke Dragt
Antonia Johanna Willemina (Tonke) Dragt (Batavia, 12 novembre 1930 – L'Aia, 12 luglio 2024) è stata una scrittrice e illustratrice olandese di libri per l'infanzia.
Il suo libro De brief voor de Koning (in italiano Lettera al re) fu indicato come il miglior libro per l'infanzia olandese della seconda metà del XX secolo.

## Opere principali
- 1961 Verhalen van de tweelingbroers: vrij naar Babinase balladen
- 1962 De brief voor de koning (trad. it. Lettera al re, Donzelli, 2007)
- 1964 De blauwe boekanier: een zeeroversverhaal
- 1965 Geheimen van het Wilde Woud
- 1966 De zevensprong (trad. it. Il mistero della settima strada)
- 1968 De blauwe maan; deel 1
- 1969 De blauwe maan; deel 2
- 1969 Torenhoog en mijlen breed
- 1970 De blauwe maan; deel 3
- 1971 De blauwe maan; deel 4
- 1972 De blauwe maan; deel 5
- 1973 De torens van februari
- 1977 Water is gevaarlijk: spookverhalen, verzen, feiten, fantasieën en overleveringen
- 1979 De blauwe maan; deel 6: Magoggeltje
- 1979 De blauwe maan; deel 7: De koning van de onderwereld
- 1979 Het gevaarlijke venster en andere verhalen
- 1980 De blauwe maan; deel 8: Vergeet-mij-niet
- 1982 Ogen van tijgers
- 1989 Het geheim van de klokkenmaker, of De tijd zal het leren, of De tijd zal je leren
- 1992 Aan de andere kant van de deur
- 2000 De robot van de rommelmarkt
- 2005 De blauwe Maansteen
- 2005 Het dansende licht
- 2007 Wat niemand weet

## Premi
- 1963: Kinderboek van het Jaar (Libro dell'anno per bambini)
- 1971: Nienke van Hichtum Award per Torenhoog en mijlenbreed
- 1976: Staatsprijs voor kinder- en jeugdliteratuur (il premio più prestigioso per la lingua tedesca per un giovane autore)
- 1995: Buxtehuder Bulle, anun premio di letteratura per l'infanzia che viene consegnato a Buxtehude, per la traduzione in tedesco di De torens van Februari
- 2004: Griffel der Griffels per De brief voor de koning (premio per il miglior libro per l'infanzia degli ultimi 50 anni)
- 2005: Victorine Hefting Award, un premio per donne a L'Aia che abbiano contribuito all'emancipazione femminile